# Autorità di perseguimento penale della Confederazione
Le autorità di perseguimento penale della Confederazione sono:
- Polizia
- Pubblico ministero
- Autorità penali delle contravvenzioni